# Francesco Bianchi
Francesco Bianchi (Cremona, Llombardia, v. 1752 - Londres, 27 de novembre de 1810) fou un compositor i teòric de la música italià de la segona meitat del segle xviii.

## Biografia
Estudià a Nàpols amb Niccolò Jommelli i Pasquale Cafaro. El seu catàleg conté alguns oratoris, cantates, misses i diverses obres instrumentals, però és sobretot reconegut per haver compost aproximadament un centenar d'òperes. Va viatjar freqüentment a Nàpols, Florència, Venècia i París per tal d'organitzar-hi i dirigir representacions.
De 1785 a 1797 va ser organista a la basílica de Sant Marc de Venècia. Hi va treballar també en la reorganització de l'arxiu diocesà.
Va ser també autor i coautor de cinc tractats teòrics de la música.
Entre els seus alumnes s'hi compta el compositor anglès Henry Rowley Bishop (1786-1855)

## Òperes
- Giulio Sabino, dramma per musica (opera seria) (1772, Cremona)
- Il gran Cidde, dramma per musica (opera seria) en 3 actes (27 gener 1773, Florència, Teatro della Pergola)
- Demetrio dramma per musica (opera seria) en 3 actes (carnestoltes 1774, Cremona)
- Eurione, dramma per musica (opera seria) en 3 actes (25 maig 1775, Pavia, Teatro Quattro Signori)
- La réduction de París, dramma lirico (opera serio-comica) en 3 actes (30 setembre 1775, París, Théâtre des Italiens)
- Le mort marié, opera comica (commedia "mêlée d'ariettes") en 2 actes (25 octubre 1776, Fontainebleau, Théâtre Royal de la Cour)
- Castore e Polluce, dramma serio per musica (1a versió) en 4 actes (10 gener 1779, Florència, Teatro della Pergola) [segona versió en 3 actes representada el 8 setembre 1779]
- Erifile, dramma per musica (opera seria) en 3 actes (29 gener 1779, Florència, Teatro della Pergola)
- L'innocenza perseguitata, opera buffa en 3 actes (carnestoltes 1779, Roma, Teatro delle Dame)
- "Il Demetrio", dramma per musica en 2 actes e 26 escenes (3 gener 1780, Venècia, Teatro (Gallo) San Benedetto)
- Arbace, dramma per musica (opera seria) en 3 actes (20 gener 1781, Nàpols, Real Teatro di San Carlo)
- Venere e Adone, azione teatrale en 2 actes (14 setembre 1781, Florència, Teatro della Pergola)
- La Zemira, dramma per musica (opera seria, 1a versió) en 2 actes (4 novembre 1781, Nàpols, Real Teatro di San Carlo) [revisió: Pàdua 1786]
- L'Olimpiade, dramma per musica (opera seria) en 3 actes (26 desembre 1781, Milà, Teatro alla Scala)
- Il trionfo della pace, dramma (festa teatrale) per musica en 2 actes (16 abril 1782, Torí, Teatro Regio)
- La Zulima, dramma per musica (opera seria) en 3 actes (4 novembre 1782, Nàpols, Real Teatro di San Carlo)
- Medonte, dramma per musica (opera seria) en 2 actes (14 novembre 1782, Londres, King’s Theater in the Haymarket)
- L'astrologa, opera buffa en 3 actes (desembre 1782, Nàpols, Teatro del Fondo)
- Piramo e Tisbe, dramma per musica en 3 actes e 32 escenes (7 gener 1783, Venècia, La Fenice)
- Briseide, dramma per musica (opera seria) en 3 actes (27 desembre 1783, Torí, Teatro Regio)
- Aspardi, principe di Battriano, dramma per musica (opera seria) en 3 actes (carnestoltes 1784, Roma, Teatro delle Dame)
- Cajo Mario, dramma per musica (opera seria) en 3 actes (30 maig 1784, Nàpols, Real Teatro di San Carlo)
- La villanella rapita, dramma giocoso per musica (opera comica) en 2 actes (29 agost 1784, Süttör, Eszterháza Theater.[1]) [reposada el 28 novembre 1785, Viena, al Burgtheater (Kaiserl.-Königl.-Nat.-Hoftheater bei der Hofburg), amb el trio vocal Mandina amabile K.480 e el quartet vocal Dite almeno in che mancai? K.479 de Wolfgang Amadeus Mozart - representada amb el títol Le gelosie di Pippo a Lisboa el 1796]
- La finta principessa, opera buffa en 2 actes (tardor 1784, Bolonya, Teatro Formagliari)
- Il disertore francese, dramma per musica (opera seria) en 3 actes e 34 escenes (26 desembre1784, Venècia, Teatro (Gallo) San Benedetto)
- Alessandro nell'Indie, dramma per musica (opera seria) en 3 actes e 36 escenes (28 gener 1785, Venècia, Teatro (Gallo) San Benedetto)
- La stravagante inglese, opera buffa en 2 actes (tardor 1785, Venècia, Teatro San Moisè)
- Le villanelle astute, opera comica (dramma giocoso) en 2 actes (carnestoltes 1786, Venècia, Teatro San Samuele)
- Alonso e Cora, dramma per musica (opera seria) en 3 actes e 24 escenes (7 febrer 1786, Venècia, Teatro (Gallo) San Benedetto)
- Mesenzio, re d'Etruria, dramma per musica (opera seria) en 2 actes (4 novembre 1786, Nàpols, Real Teatro San Carlo)
- L'orfano cinese, dramma per musica (opera seria) en 3 actes e 29 escenes (30 gener 1787, Venècia, Teatro (Gallo) San Benedetto)
- Artaserse, dramma per musica (opera seria) en 3 actes (11 juny 1787, Pàdua, Teatro Nuovo)
- Pizzarro, dramma per musica (opera seria) en 3 actes (estate 1787, Brescia,  Accademia degli Erranti)
- Scipione Africano), dramma per musica (opera seria) en 3 actes (13 agost 1787 Nàpols, Real Teatro di San Carlo)
- Il ritratto, opera buffa en 2 actes (tardor 1787, Nàpols, Teatro del Fondo)
- Calto, dramma per musica (opera seria) en 3 actes e 23 escenes (23 gener 1788, Venècia, Teatro (Venier) San Benedetto)
- La morte di Cesare, dramma serio per musica en 2 actes e 29 escenes di Francesco Bianchi (27 desembre1788, Venècia, Teatro (Grimani) San Samuele)
- La fedeltà tra le selve, opera buffa en 2 actes (carnestoltes 1789, Roma, Teatro Capranica) [compren 4 àries de Valentino Fioravanti]
- Nitteti, dramma per musica (opera seria) en 3 actes (20 abril 1789, Milà, Teatro alla Scala)
- Daliso e Delmita, dramma per musica (opera seria) en 2 actes (12 juny 1789, Pàdua, Teatro Nuovo)
- Il finto astrologo, opera buffa en 2 actes (carnestoltes 1790, Roma, Teatro Capranica)
- L'Arminio, dramma per musica (opera seria) en 3 actes (6 setembre 1790, Florència, Teatro della Pergola)
- La vendetta di Nino, o sia Semiramide, dramma per musica (opera seria, 1a versió) en 3 actes (12 novembre 1790, Nàpols, Real Teatro San Carlo) [segona versió en 2 actes, 1794, Londres, King's Theater al Haymarket]
- Caio Ostilio, dramma per musica (opera seria) en 2 actes (carnestoltes 1791, Roma, Teatro Argentina)
- La dama bizzarra, opera buffa en 2 actes (carnestoltes 1791, Roma, Teatro Capranica)
- Deifile, azione scenica en 2 actes (març 1791, Venècia, Palazzo Brünner)
- La sposa in equivoco, opera buffa en 2 actes (tardor 1791, Venècia, Teatro San Moisè)
- Seleuco, re di Siria, dramma per musica (opera seria) en 3 actes e 29 escenes (26 desembre 1791, Venècia, Teatro (Venier) San Benedetto)
- Aci e Galatea, dramma per musica (opera seria) en 2 actes e 28 escenes (13 octubre 1792, Venècia, Teatro (Venier) San Benedetto) [revisió, 1795, Londres, King's Theater in the Haymarket]
- Tarara, o sia La virtù premiata, dramma per musica (opera seria) en 3 actes e 30 escenes (26 desembre1792, Venècia, La Fenice)
- Il cinese in Italia, opera buffa en 2 actes (tardor 1793, Venècia, Teatro San Moisè) [representada con il titolo de  L'olandese in Venècia  a Torí nel 1794]
- La secchia rapita, opera comica (buffa) en 2 actes (13 febrer 1794, Venècia, Teatro (Grimani) San Samuele) [revisió 1796, Milà, con un nuovo atto di Zingarelli]
- Ines de Castro, dramma serio per musica (opera seria, 1a versió) en 3 actes (30 maig 1794, Nàpols, Real Teatro di San Carlo) [(segona versió en 3 actes e 35 escenes, 14 octubre 1795, Venècia, Teatro (Venier) San Benedetto]. Obra escrita expressament per a la soprano anglesa Elizabeth Weichsell Billington, la qual l'estrenà.[2]
- La capricciosa ravveduta, opera buffa en 2 actes (tardor 1794, Venècia, Teatro San Moisè)
- Antigona, opera seria (1a versió) en 2 actes (24 maig 1796, Londres, King's Theater in the Haymarket)
- Il consiglio imprudente, opera comica (buffa) en un acte (20 desembre1796, Londres, King's Theater in the Haymarket)
- Le nozze del Tamigi e Bellona, cantata en un acte (11 març 1797, Londres, King's Theater in the Haymarket)
- Merope, dramma per musica (opera seria) en 2 actes (10 juny 1797, Londres, King's Theater in the Haymarket)
- Cinna, dramma per musica (opera seria) en 3 actes (20 febrer 1798, Londres King's Theater in the Haymarket)
- Alzira, dramma per musica (opera seria) en 2 actes di Francesco Bianchi (28 febrer 1801, Londres, King's Theater in the Haymarket)
- La morte di Cleopatra, dramma per musica (opera seria) en 2 actes (30 abril 1801 Londres, King's Theater in the Haymarket)
- Armida, dramma per musica (opera seria) en 2 actes (1 juny 1802, Londres, King's Theater in the Haymarket)
- L'avaro, opera comica (intermezzo) en 2 actes (30 març 1804, París, Théâtre des Italiens)
- Blaisot et Pasquin, opera comica en un acte (9 abril 1804, París, Théâtre Montansier (Salle de l'Opéra Bouffe))
- Le Maître de chapelle, opera comica (3 maig 1804 París, Théâtre des ItaliensI)
- Corali, ou La Lanterne magique, opera comica en un acte (7 juliol 1804, París, Théâtre Molière)
- L'Eau et le feu, ou Le Gascon à l'épreuve, opera comica en un acte de Francesco Bianchi [10 agost 1804, París, Théâtre Montansier-Variétés (Variétés-Montansier, galeries du Palais-Royal)]
- Le Contrat signé d'avance, ou Laquelle est ma femme? opera comica en un acte (29 setembre 1804, París, Théâtre Molière)
- Le Gascon, gascon malgré lui, opera comica en un acte (17 novembre 1804, París, Théâtre Molière)
- Amour et coquetterie, opera comica en un acte (7 gener 1806, París, Théâtre des Jeunes-Élèves)
- Le Livre des destins, opera comica en un acte (2 febrer 1806, París, Théâtre des Jeunes-Élèves)
- La Famille venitienne, ou Le Château d'Orseno, opera comica en 3 actes (7 maig 1806, París, Théâtre des Jeunes-Artistes (rue de Bondy))
- Monsieur Jugolo, ou Les Chercheurs, opera comica en un acte (22 maig 1806, París, Théâtre des Jeunes-Élèves)
- Le Château mystérieux ou Le Crime commis et vengé, opera comica en 3 actes (12 juliol 1806, París, Théâtre des Jeunes-Élèves)
- Le Triomphe d'Alcide à Athènes, dramma eroico en 2 actes (setembre 1806, París, Théâtre Molière)
- La Soeur officieuse, ou Adresse et mensonge, opera comica en un acte (18 octubre 1806, París, Théâtre des Jeunes-Élèves)
- Almeria, ou L'Écossaise fugitive, opera comica en 3 actes (8 desembre1806, París, Théâtre des Jeunes-Élèves)
- Les Illustres infortunés, ou La Souveraine vindicative, opera comica en 3 actes (8 gener 1807, París, Théâtre des Jeunes-Élèves)
- Le Pied de boeuf et la queue du chat, melodramma fiabesco-comico en 3 actes (9 juny 1807, París, Théâtre des Jeunes-Artistes (rue de Bondy))